# Erik Planting-Gyllenbåga (ämbetsman)
Erik Johan Casimir Planting-Gyllenbåga, född 19 mars 1869 i Istrums församling, Skaraborgs län, död 5 augusti 1946 i Hedvig Eleonora församling, Stockholm, var en svensk jurist och ämbetsman.
Erik Planting-Gyllenbåga avlade juris utriusque kandidatexamen vid Uppsala universitet 1894. Han blev assessor i Svea hovrätt 1905 och hovrättsråd 1909. Han var expeditionschef i sjöförsvarsdepartementet 1909–1915 och regeringsråd 1915–1937. Planting-Gyllenbåga är begravd på Norra begravningsplatsen utanför Stockholm.

## Utmärkelser
- Kommendör med stora korset av Nordstjärneorden, 6 juni 1925.[2]
- Kommendör av första klassen av Nordstjärneorden, 16 december 1916.[3]
- Kommendör av andra klassen av Nordstjärneorden, 6 juni 1912.[4]
- Rättsriddare av Johanniterorden i Sverige, tidigast 1931 och senast 1940.[5][6]
- Riddare av Johanniterorden i Sverige, tidigast 1921 och senast 1925.[7][8]
- Riddare av andra klassen med kraschan av Ryska Sankt Stanislausorden, senast 1915.[9]